# كرج (القرم)
كَرْج أو كَرْش (بالتركية العثمانية: كرش، بالتركية: Kerç، بالتتارية: Keriç، بالروسية:Керчь، بالأوكرانية: Керч، بسلافونية الكنيسة القديمة: Кърчевъ، بالإغريقية: Παντικάπαιον پَنْتِكَاپَيُونْ) هي مدينة تقع في مضيق كيرش في شرق القرم تعرف كمركز صناعي وسياحي وطرقي في أوكرانيا. بلغ عدد سكانها في 2001 (157.000) نسمة.
تشهد المنطقة منذ أوائل 2014م أزمة سياسية بعدما قامت القوات المسلحة الروسية ببسط سيطرتها على شبه الجزيرة، واجرت استفتاء من بعده ضمت شبه الجزيرة إلى قوام روسيا الاتحادية والذي اعتبرته اوكرانيا ومعها المجتمع الدولي احتلال وتعدي على سيادة اوكرانيا ووحدة اراضيها.

## المناخ
يظهر الجدول التالي التغييرات المناخية على مدار السنة لكيرتش:
| البيانات المناخية لـكيرتش         | البيانات المناخية لـكيرتش | البيانات المناخية لـكيرتش | البيانات المناخية لـكيرتش | البيانات المناخية لـكيرتش | البيانات المناخية لـكيرتش | البيانات المناخية لـكيرتش | البيانات المناخية لـكيرتش | البيانات المناخية لـكيرتش | البيانات المناخية لـكيرتش | البيانات المناخية لـكيرتش | البيانات المناخية لـكيرتش | البيانات المناخية لـكيرتش | البيانات المناخية لـكيرتش |
| الشهر                             | يناير                     | فبراير                    | مارس                      | أبريل                     | مايو                      | يونيو                     | يوليو                     | أغسطس                     | سبتمبر                    | أكتوبر                    | نوفمبر                    | ديسمبر                    | المعدل السنوي             |
| --------------------------------- | ------------------------- | ------------------------- | ------------------------- | ------------------------- | ------------------------- | ------------------------- | ------------------------- | ------------------------- | ------------------------- | ------------------------- | ------------------------- | ------------------------- | ------------------------- |
| الدرجة القصوى °م (°ف)             | 15.6 (60.1)               | 17.5 (63.5)               | 23.4 (74.1)               | 27.6 (81.7)               | 30.6 (87.1)               | 35.2 (95.4)               | 37.7 (99.9)               | 37.9 (100.2)              | 35.5 (95.9)               | 30.9 (87.6)               | 23.2 (73.8)               | 19.4 (66.9)               | 37.9 (100.2)              |
| متوسط درجة الحرارة الكبرى °م (°ف) | 3.5 (38.3)                | 3.8 (38.8)                | 7.8 (46.0)                | 14.3 (57.7)               | 20.2 (68.4)               | 25.0 (77.0)               | 28.1 (82.6)               | 27.8 (82.0)               | 22.6 (72.7)               | 16.3 (61.3)               | 9.8 (49.6)                | 5.3 (41.5)                | 15.4 (59.7)               |
| المتوسط اليومي °م (°ف)            | 0.6 (33.1)                | 0.4 (32.7)                | 3.8 (38.8)                | 9.8 (49.6)                | 15.4 (59.7)               | 20.3 (68.5)               | 23.4 (74.1)               | 23.1 (73.6)               | 17.9 (64.2)               | 12.2 (54.0)               | 6.2 (43.2)                | 2.4 (36.3)                | 11.3 (52.3)               |
| متوسط درجة الحرارة الصغرى °م (°ف) | −2.1 (28.2)               | −2.5 (27.5)               | 0.5 (32.9)                | 5.8 (42.4)                | 10.8 (51.4)               | 15.5 (59.9)               | 18.6 (65.5)               | 18.4 (65.1)               | 13.3 (55.9)               | 8.3 (46.9)                | 3.2 (37.8)                | −0.3 (31.5)               | 7.5 (45.5)                |
| أدنى درجة حرارة °م (°ف)           | −23.7 (−10.7)             | −23.1 (−9.6)              | −15.6 (3.9)               | −6.5 (20.3)               | −1.1 (30.0)               | 2.8 (37.0)                | 9.9 (49.8)                | 7.5 (45.5)                | 1.0 (33.8)                | −5.4 (22.3)               | −11.8 (10.8)              | −17.6 (0.3)               | −23.7 (−10.7)             |
| الهطول مم (إنش)                   | 33 (1.3)                  | 32 (1.3)                  | 34 (1.3)                  | 32 (1.3)                  | 30 (1.2)                  | 56 (2.2)                  | 35 (1.4)                  | 49 (1.9)                  | 37 (1.5)                  | 29 (1.1)                  | 45 (1.8)                  | 43 (1.7)                  | 454 (17.9)                |
| متوسط الأيام الممطرة              | 10                        | 9                         | 11                        | 11                        | 9                         | 10                        | 6                         | 6                         | 8                         | 9                         | 11                        | 11                        | 111                       |
| متوسط الأيام المثلجة              | 8                         | 8                         | 5                         | 0.2                       | 0                         | 0                         | 0                         | 0                         | 0                         | 0.1                       | 2                         | 7                         | 30                        |
| متوسط الرطوبة النسبية (%)         | 85                        | 84                        | 80                        | 76                        | 73                        | 71                        | 67                        | 67                        | 71                        | 77                        | 83                        | 85                        | 77                        |
| ساعات سطوع الشمس الشهرية          | 70                        | 88                        | 145                       | 190                       | 274                       | 306                       | 334                       | 308                       | 252                       | 184                       | 91                        | 56                        | 2٬298                     |
| المصدر #1: Pogoda.ru.net          |                           |                           |                           |                           |                           |                           |                           |                           |                           |                           |                           |                           |                           |
| المصدر #2: NOAA (sun, 1961–1990)  |                           |                           |                           |                           |                           |                           |                           |                           |                           |                           |                           |                           |                           |

## توأمة
لكيرتش اتفاقيات توأمة مع كل من:
- سمولينسك
- أوريول
- سوتشي
- أودينتسوفو
- سيمفروبول [10]

## أعلام
- سيرجي دورينكو
- ماريا إفروزينينا

## مقالات ذات صلة
- ضم الاتحاد الروسي للقرم
- التدخل العسكري الروسي في أوكرانيا
- أوبلاستات أوكرانيا
- شولكينا